# Tbaeng Meanchey
Tbaeng Meanchey ist die Hauptstadt des gleichnamigen Bezirks der Provinz Preah Vihear, im nördlichen Kambodscha. Laut der Bevölkerungszählung Kambodschas aus dem Jahre 1998 betrug die Anzahl der Einwohner 21 580.